# Huizache Achichipic
Huizache Achichipic är en ort i Mexiko.   Den ligger i kommunen Chicontepec och delstaten Veracruz, i den sydöstra delen av landet, 200 km nordost om huvudstaden Mexico City. Huizache Achichipic ligger 440 meter över havet och antalet invånare är 666.
Terrängen runt Huizache Achichipic är kuperad åt sydväst, men åt nordost är den platt. Runt Huizache Achichipic är det ganska tätbefolkat, med 86 invånare per kvadratkilometer. Närmaste större samhälle är Chicontepec de Tejada, 3,6 km väster om Huizache Achichipic. Omgivningarna runt Huizache Achichipic är en mosaik av jordbruksmark och naturlig växtlighet.